# 新井組
株式会社新井組（あらいぐみ、ARAIGUMI CO., LTD.）は、兵庫県西宮市に本店を置く建設会社である。

## 沿革
- 1902年（明治35年）5月 - 新井粂次郎（辰一の父）が請負業を創始。
- 1938年（昭和13年）7月 - 新井辰一（1912年 - 2002年（平成14年））が家業を継承し、西宮市で新井組（個人企業）を創業。
- 1944年（昭和19年）5月 - 戦時の企業整備令により、近傍の業者と合同で株式会社新井組を設立。資本金 19万5千円。

戦後、近傍業者との提携は解消したが、法人は存続した。
- 1963年（昭和38年）8月 - 大阪証券取引所市場第2部に上場。
- 1983年（昭和58年）8月 - 東京証券取引所市場第2部に上場。
- 1984年（昭和59年）6月 - 東京・大阪 両証券取引所市場第1部に指定替え（証券コード 1854）。
- 1989年（平成元年）4月 - 東京本社（渋谷区恵比寿）を開設、2本社制とする。[4]
- 2002年（平成14年）8月 - 自主再建を断念、経営改善計画を発表。
金融機関からの債務免除、ゴールドマン・サックス及び鴻池組による資本参画など。
- 2002年（平成14年）10月13日 - 創業者 新井辰一 死去。
- 2002年（平成14年）12月 - 三井住友銀行などから 655億円余りの債務免除を受ける。また、大幅減資（29億6,436万円 → 5億8,215万円）を実施、鴻池組が筆頭株主となる（発行済み株式の約34％を保有）。創業者一族は退陣。
- 2006年（平成18年）12月 - NISグループに対して 1,790万株の第三者割当増資を実施。同社が筆頭株主に。
- 2008年（平成20年）8月 - 創建ホームズ（民事再生手続中）向け債権5億円強が回収不能と発表。
- 2008年（平成20年）10月8日 - 東京地方裁判所へ民事再生法の適用を申請し、同日中に保全命令を受けた。負債総額は427億3700万円。また、関連会社の（株）建創も民事再生法の適用を申請した（負債総額は約22億3400万円）。[5]
- 2008年（平成20年）11月9日 - 上場廃止。
- 2009年（平成21年）2月 - 投資ファンドのスピードパートナーズとスポンサー契約を締結。
- 2009年（平成21年）4月15日 - 債権者集会での合意を経て、東京地方裁判所が民事再生計画を認可。
- 2009年（平成21年）6月9日 - 発行済全株式を消却。第三者割当増資により新資本金は2,200万円に。[6]
- 2010年（平成22年）3月10日 - ケン・コーポレーションほかを引き受け先とする第三者割当増資。新資本金は2億7,200万円に。[7]
- 2011年（平成23年）7月20日 - 民事再生手続き終結。[8]

## 特徴
- 企業のキャッチフレーズとして、「創ing Tomorrow」 を掲げる。
- 売り上げは、民間建築工事の比率が高い。昭和40年代には伊藤忠商事などの総合商社と提携して、マンション等建設の企画・元請を商社が、施工を新井組が担当する形態で業績を伸ばした。マンション建設の前は、ボウリング場建設に注力していた。バブル期には他社と同様、本体やグループ会社で自ら土地を確保し （地上げし） 企画・提案する「造注」に走り、バブル崩壊と共に破綻した。傷を拡げたのは、弱い土木部門の実績を上げるために行った、僻地でのゴルフ場開発・宅地造成であった。
- バブル期前後、仕手筋による株買い占めに遭い、最終的には発行済み株式の 1/3 が京都のノンバンクの元で「塩漬け」となっていたことがある。1996年（平成8年）頃、海洋土木建設会社の若築建設との合併の噂が流れたが、許永中による詐欺事件の一環だったと目されている（石橋産業事件）。許は塩漬け状態の新井組株をノンバンクから引き出し、株価つり上げを図ったとされる。1997年（平成9年） 2月、許は新井組株の売り逃げ（鉄砲）を行い、新井組の株価は暴落した。事件のあおりで大阪の中小証券会社2社が廃業した。

## 施工物件
新井組が単独で、あるいは共同企業体幹事会社として施工した物件に限定して挙げる。
- 京都家庭裁判所本庁庁舎 （京都市左京区） - 第22回BCS賞受賞（1981年（昭和56年））
- MD南青山ビル （現存せず。東京都港区）
施主の経営破綻から不良債権となっていたところ、オウム真理教が入居し、「東京総本部」 として使用 （現在は退去）。同教団がマスコミの旬の話題だった間は、よく被写体となった。[9]
- 東洋精機株式会社本館事務所 （現存せず。兵庫県尼崎市。設計： 古塚正治、竣工： 1941年（昭和16年））
個人企業時代の施工。[10] 2003年から国登録有形文化財（登録番号：28 - 0136）となっていたが、2024年、解体により登録抹消。[11]
- 山陽新幹線 西宮市内高架橋 （阪神・淡路大震災で崩壊、他社により架け替え）
震災前までは同社の沿革でよく取り上げられていた大型物件だが、震災で崩壊し、木材混入が報道されるや、一転して 「当時の社内資料がなく、詳細不明」 扱いとなった。
- 神戸市王子市民ギャラリー （現・神戸文学館。リフォーム物件、神戸市灘区）
1904年（明治37年）建築のレンガ建築物 （元は関西学院のチャペル） を1993年（平成5年）にリフォーム。
- 結晶のいろ （現存せず。東京都渋谷区。設計： 高崎正治、竣工： 1987年（昭和62年））
- 代々木フォレストビル （東京都渋谷区。竣工： 1987年（昭和62年））
- 板橋区立エコポリスセンター （東京都板橋区。新井・大東JV。竣工： 1995年（平成7年））
- 布施駅北口第1地区再開発（ヴェル・ノール布施） （大阪府東大阪市。新井・モリタJV。竣工： 1996年（平成8年））
- 龍野市総合文化会館（赤とんぼ文化ホール） （兵庫県たつの市。竣工： 1996年（平成8年））
- ファインビュー西宮 （兵庫県西宮市。竣工： 1999年（平成11年））
- 恵比寿ビジネスタワー （東京都渋谷区。竣工： 2003年（平成15年））

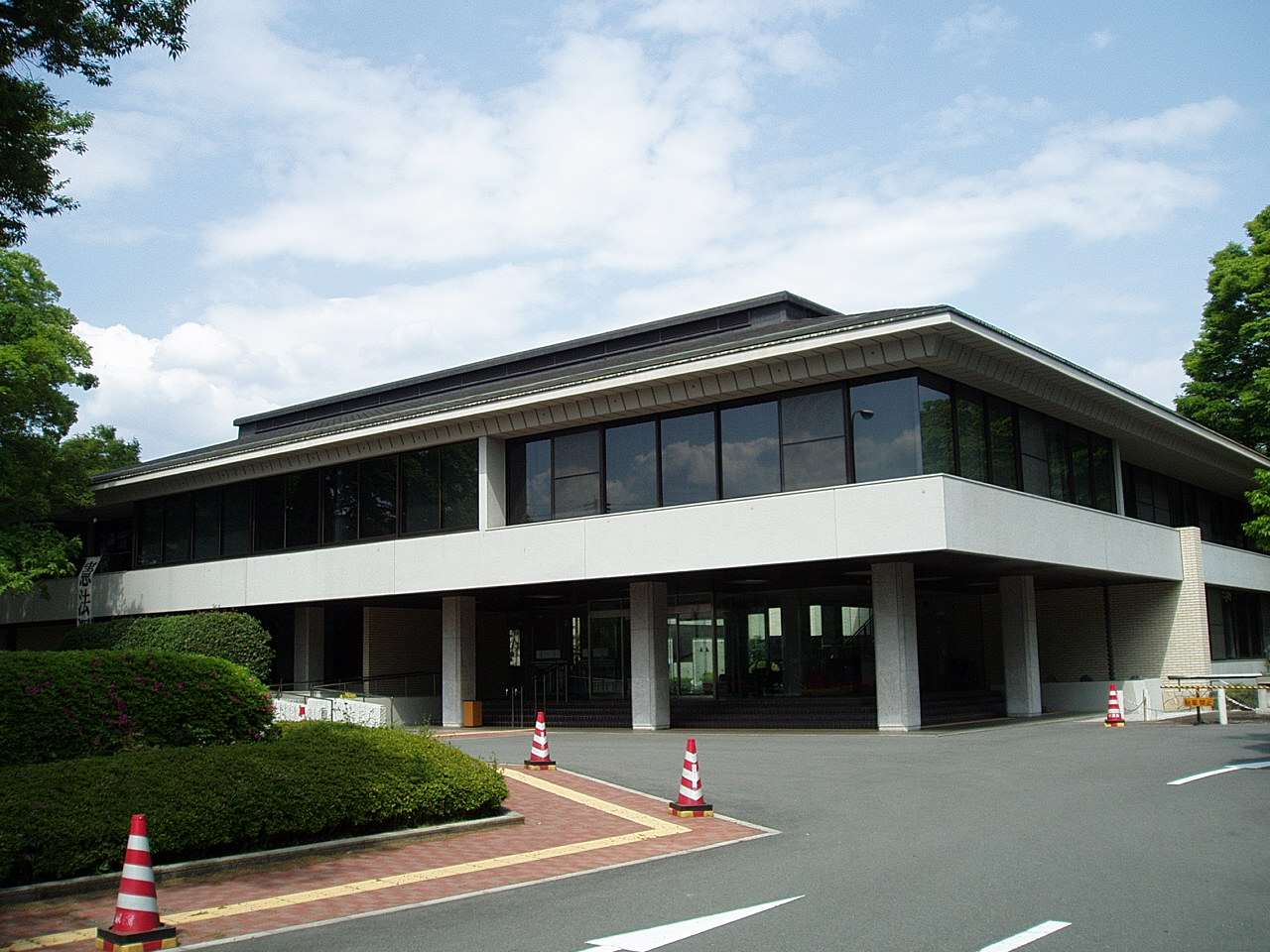
京都家庭裁判所本庁
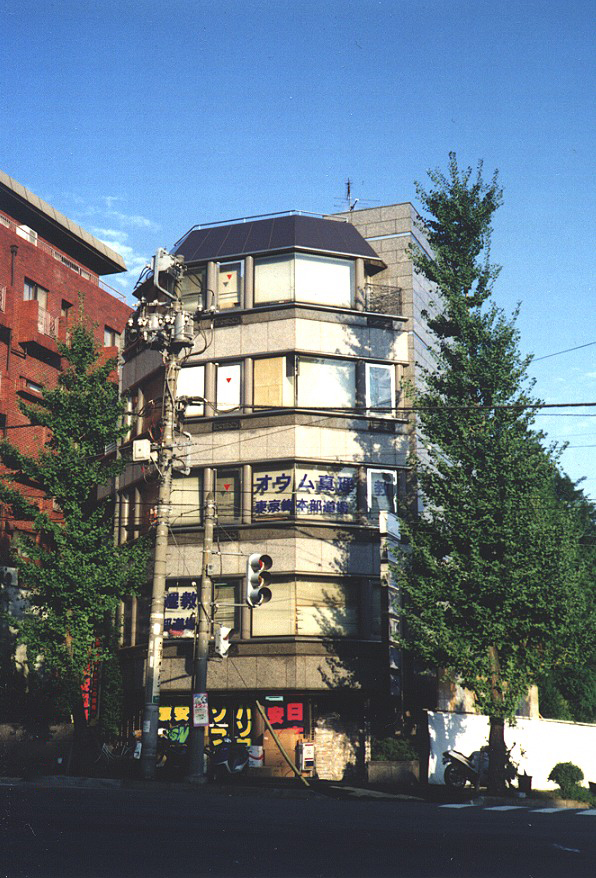
MD南青山ビル（1994年撮影）
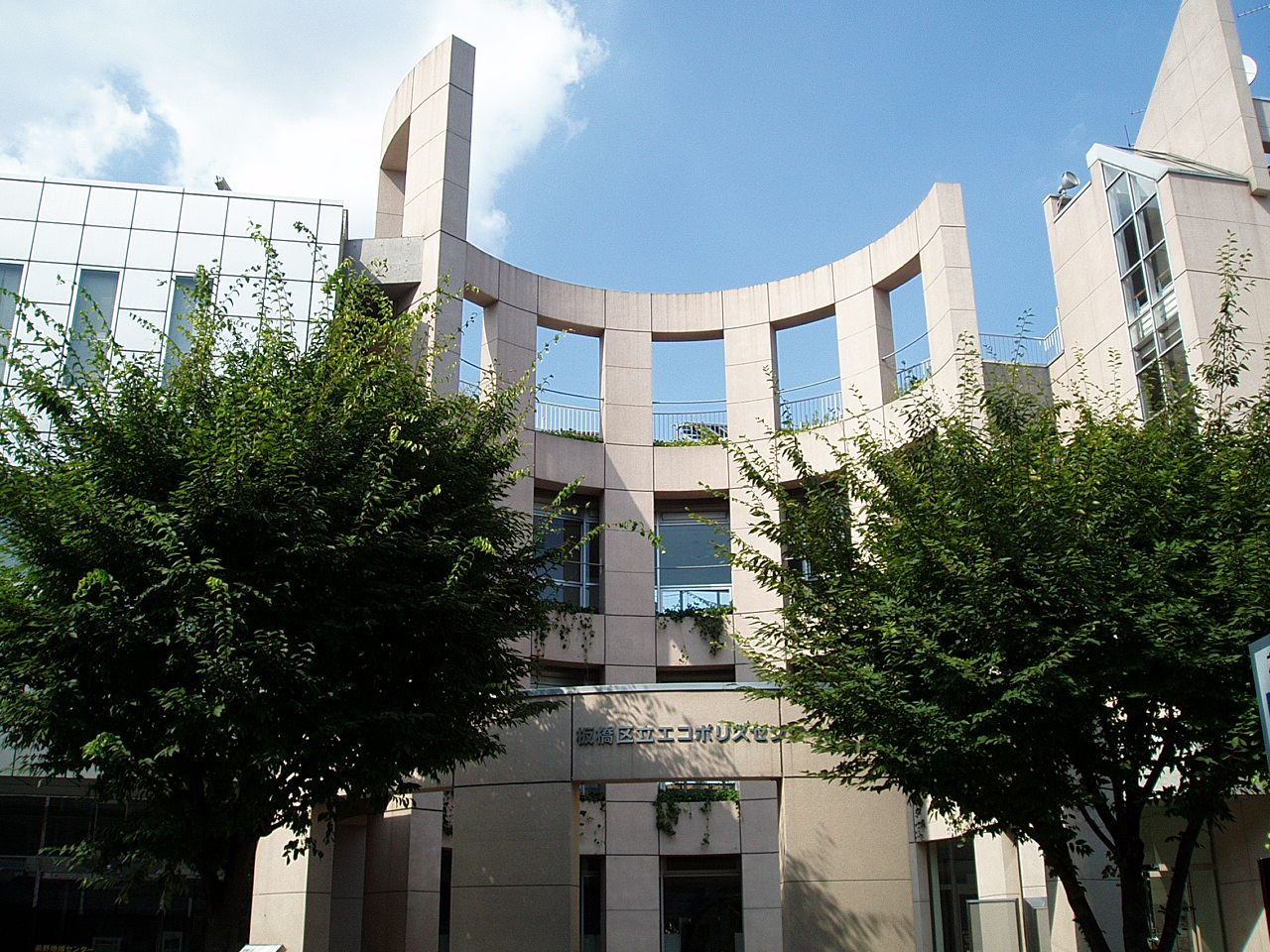
板橋区立エコポリスセンター
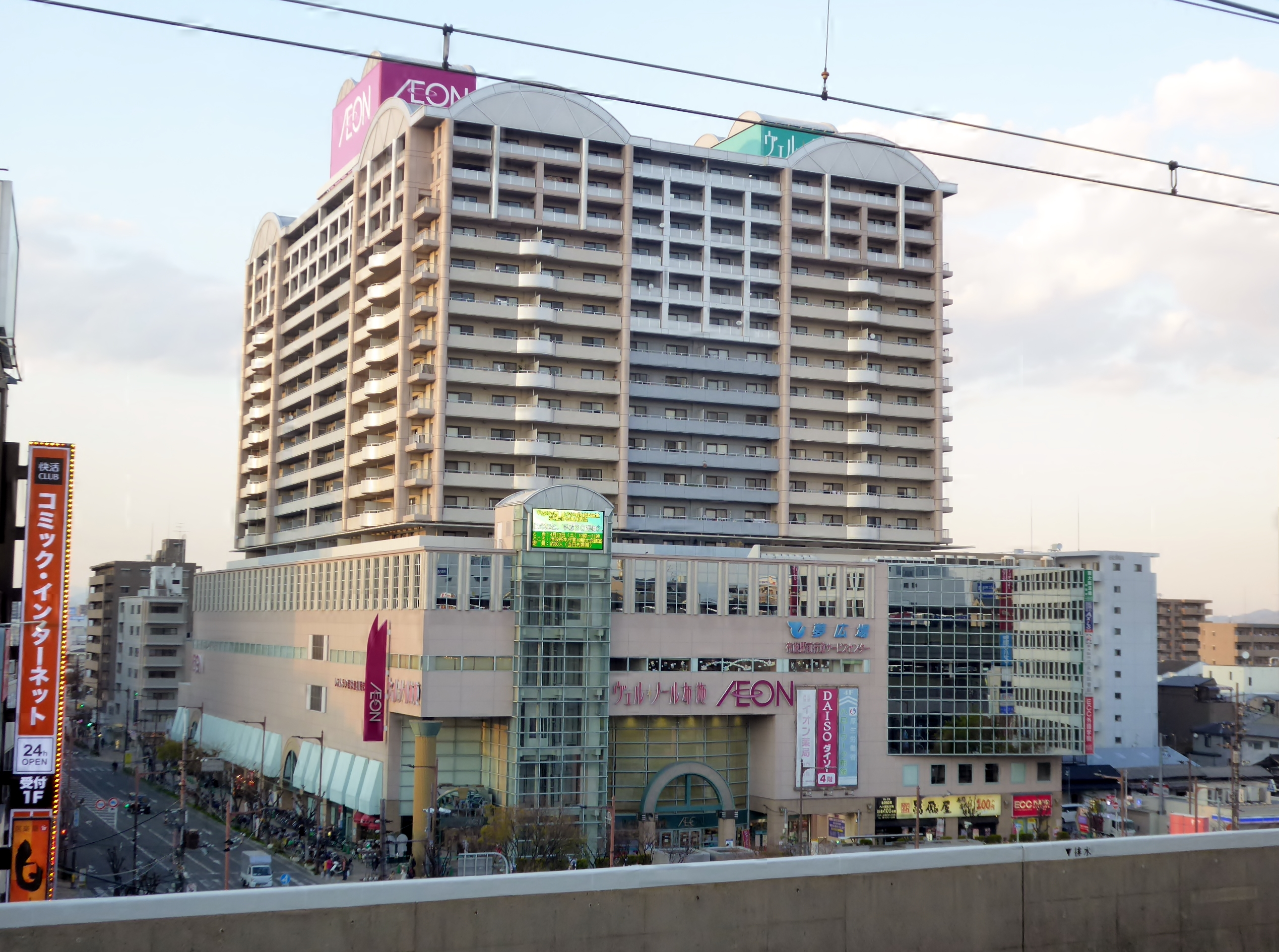
ヴェル・ノール布施
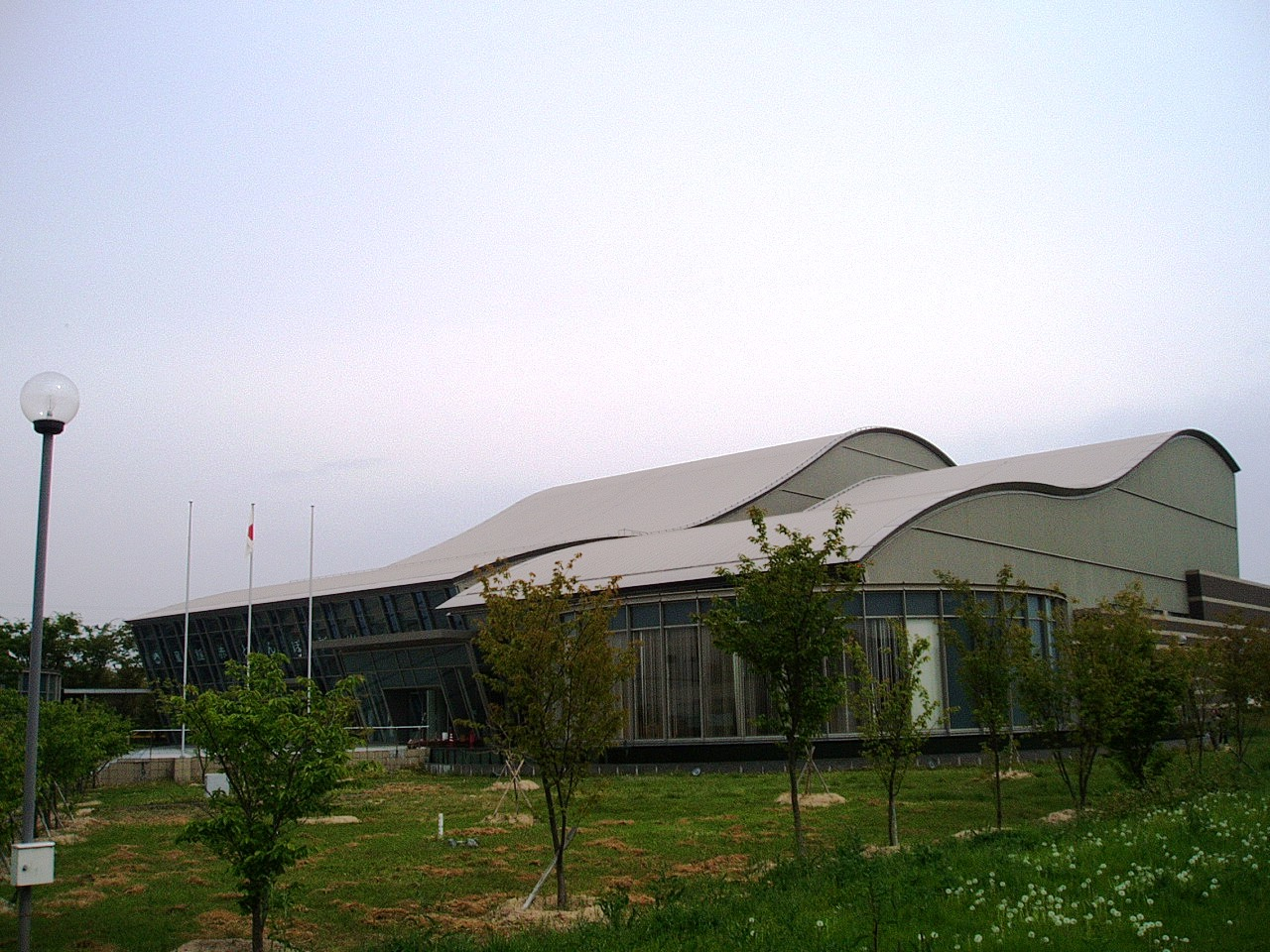
赤とんぼ文化ホール
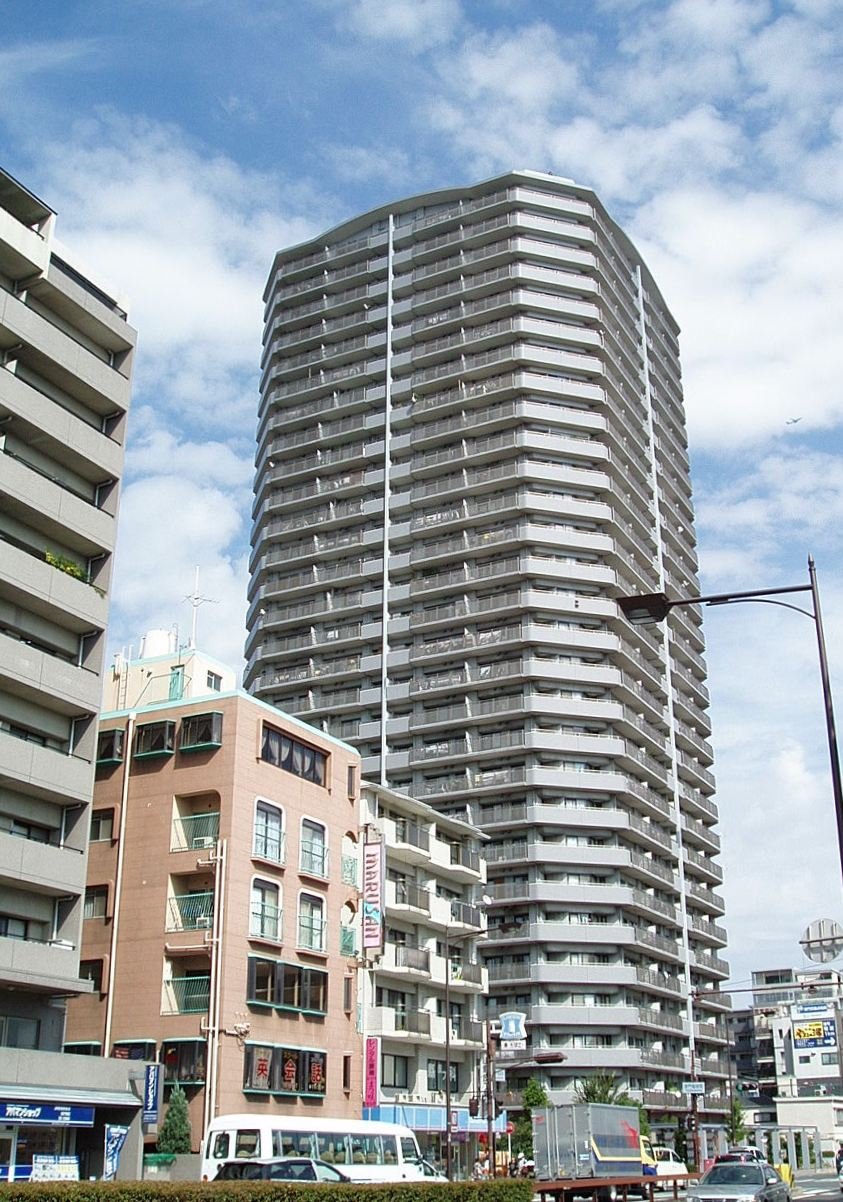
ファインビュー西宮
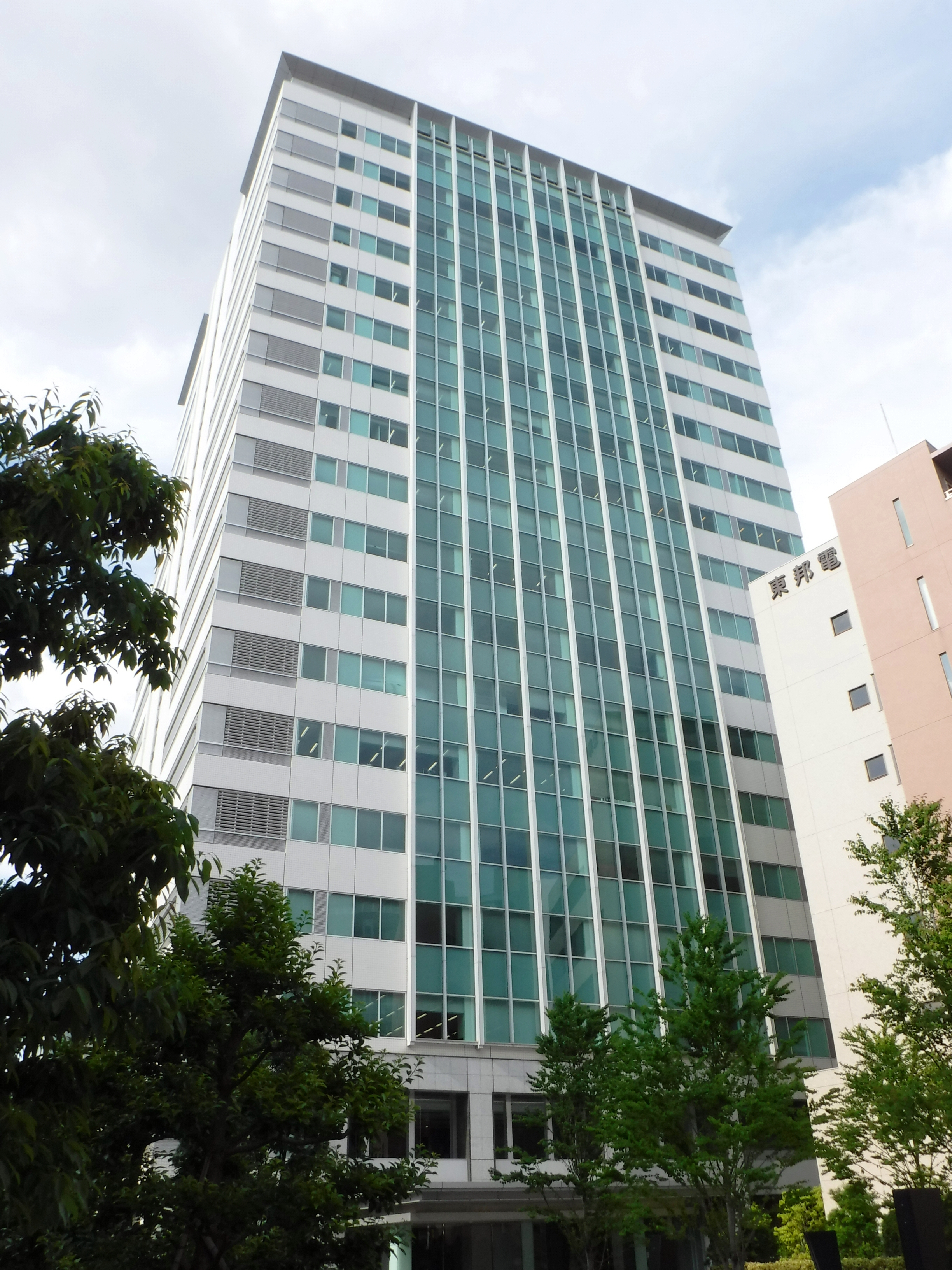
恵比寿ビジネスタワー

## 歴代社長
個人企業時代
- 初代：新井粂次郎（1902年5月 - 1936年11月）
- 第2代：新井寅一（1936年11月 - 1938年7月）* 粂次郎の長男
- 第3代：新井辰一（1938年7月 - 1944年5月）* 粂次郎の五男。実質的創業者

株式会社新井組
- 初代：笠谷定夫（1944年5月 - 1950年12月）* 戦時中の提携先、笠谷工務店（兵庫県芦屋市）の社主
- 第2代：新井寅一（1950年12月 - 1955年11月）
- 第3代：新井辰一（1955年11月 - 1988年3月）
- 第4代：芝田保次（1988年3月 - 1993年3月）* 山村硝子（現：日本山村硝子）の元副社長
- 第5代：花房正次郎（1993年3月 - 2002年11月）* 新井辰一の娘婿
- 第6代：酒井松喜（2002年12月 - 2009年6月）
- 第7代：中西政治（2009年6月 - 2013年3月）[12]
- 第8代：梶原卓（2013年3月 - 2018年3月）
- 第9代：倉元正史（2018年3月 - 2021年6月）[13]
- 第10代：馬場公勝（2021年6月 - ）

### 参考資料
- 『新井組五十年史』 株式会社新井組、1995年6月。
- 伊藤博敏 『許永中「追跡15年」全データ』 小学館文庫、2000年11月。ISBN 4094047913